# Bellaguarda
|  | Per a altres significats, vegeu «castell de Bellaguarda». |

Bellaguarda és un municipi situat al sud de la comarca de les Garrigues, a l'inici de la serra de la Llena i al costat de la serra del Montsant, amb una altura de 639 msnm. Això fa que presenti un clima suau a l'estiu i fred a l'hivern. El seu nom actual prové de l'època musulmana quan es va erigir una torre de guaita, situada a l'actual carrer Major. Degut a l'elevada altura de l'indret, es podia albirar fins a la plana de Lleida, la zona del Priorat i de l'Ebre, convertint-se en un lloc estratègic. La tradició oral explica que en aquesta torre hi hauria un "guardia" que tenia una muller molt "bella", i d'aquí el nom de Bellaguardia o Bellaguarda. Actualment encara es conserven les espitlleres de la torre al soterrani d'un habitatge.

## Geografia
- Llista de topònims de Bellaguarda (Orografia: muntanyes, serres, collades, indrets..; hidrografia: rius, fonts...; edificis: cases, masies, esglésies, etc).

## Topònim
El seu topònim ha registrat nombrosos canvis al llarg de la història, fet que ha dut a moltes confusions. En documents del segle xvii apareix amb el nom de la Pobla de Bellaguardia, però durant els segles xviii, XIX i part del XX el nom el trobem amb el de la Pobla de la Granadella, nom amb què es va anomenar fins al 1983, exceptuant el període de la Guerra Civil, quan es recuperà l'antic nom de Bellaguarda, el qual conserva en l'actualitat.

## Nucli històric
El nucli històric transcorre entre un llarg desnivell. A la zona més alta, el carrer Major, construït damunt d'un cingle, les cases descansen sobre una roquera visible des del carrer del Ball i Pou. Al final del carrer trobem la plaça de l'església amb un mirador, una antiga creu i l'església dedicada a Sant Antoni Abat, de planta basilical i tres naus. El seu campanar, suportat per una base quadrada, és de cos octogonal dividit en dos pisos amb obertures voltades. A la façana principal hi trobem un nínxol amb la imatge de Sant Antoni coronat per una petita rossassa amb vitrall, i a la part superior un senzill frontó amb òcul. En els murs laterals, unes petites finestres allindallades s'obren a la part superior, juntament amb els pesats contraforts, mentre que a l'oest, l'absis octogonal sobresurt damunt la roquera. Pel que fa al seu interior, al que s'hi accedeix per un nàrtex que sustenta el cor, està decorat amb estil Neoclàssic. Són rellevants els robustos pilars de capitell d'ordre compost amb entaulament a la part superior que separen les naus. Les naus laterals condueixen als altars dedicats al Sagrat Cor i a la Mare de Déu del Carme. Al sostre voltat hi destaquen quatre medallons pintats al fresc ubicats a la cúpula del transsepte. Del seu majestuós Altar Major d'estil Barroc, no se´n conserva res, ja que va ser destruït durant la Guerra Civil, juntament amb els frescos.

El carrer Ball i Pou, també conformen el nucli antic del poble, amb cases, algunes d'elles de pedra, on hi podem veure escuts del segle xviii. Aquest últim deu el seu nom al Pou de la Vila, situat a la Vall dels Horts, perfectament conservat i amb arc ogival, al qual arribarem si seguim aquest carrer. Actualment també destaca la plaça del Calvari, amb un mirador, la zona esportiva, la sala polivalent, les piscines municipals i les noves places situades a les dues entrades principals del poble.

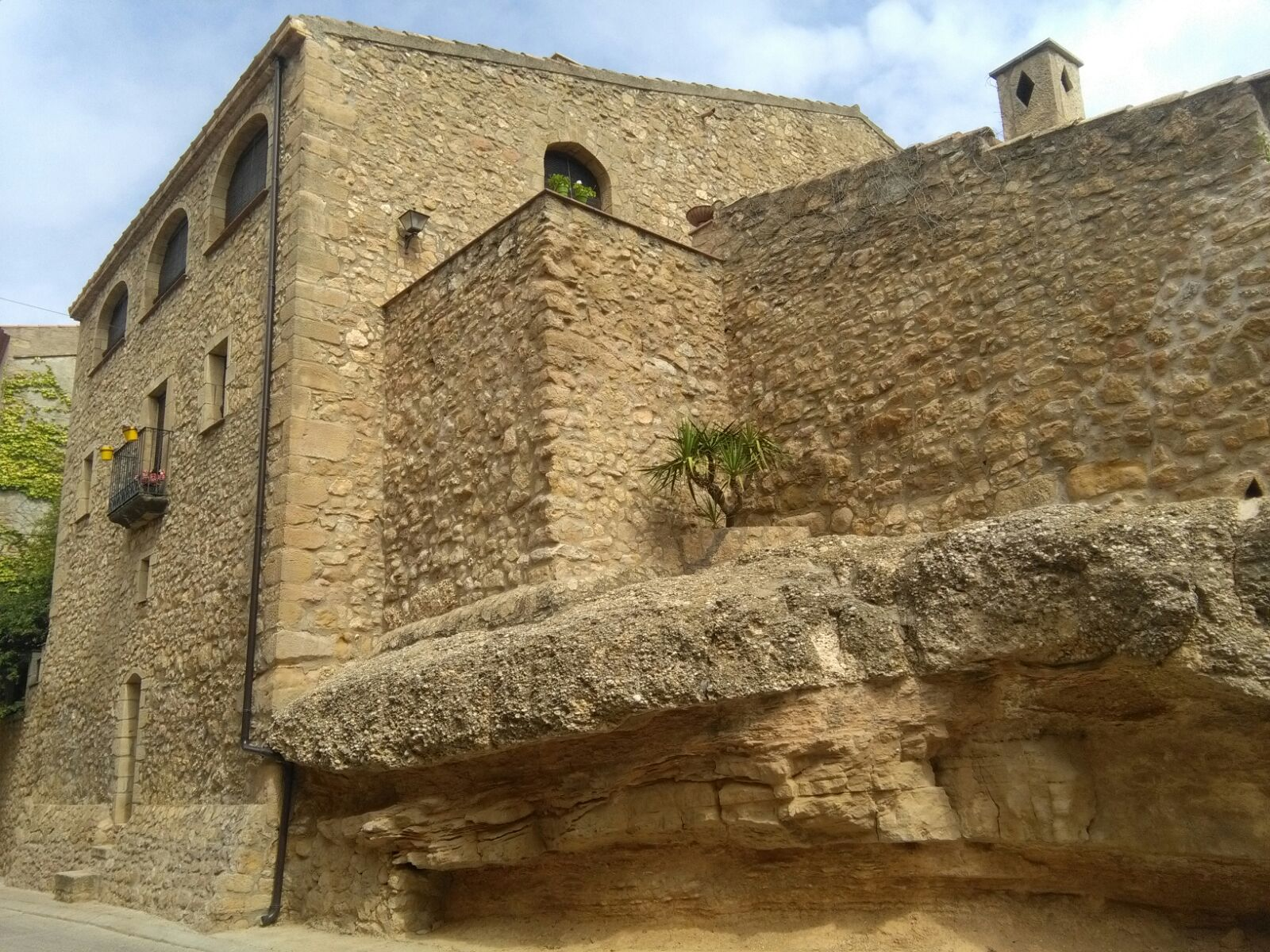
Vista del carrer Ball Bellaguarda

## Economia
La seva economia és eminentment agrícola i dominada pel conreu d'olivera, ametllers i en menor mesura cereals i vinya. La producció d'oli és la principal activitat de la vila. És rellevant la Cooperativa del Camp de Bellaguarda, un gran edifici construït l'any 1921. La qualitat indiscutible del seu oli ha estat premiada en nombroses ocasions en fires comarcals i concursos d'àmbit estatal. Les seves marques són Les Trilles i Olis1921 Arxivat 2016-06-28 a Wayback Machine.
El seu terme apte per la caça, i amb vistes excepcionals a la serra del Montsant, conserva també diverses construccions de pedra seca, com cabanes de volta. També trobem en el seu terme municipal el Parc eòlic de les Rotes.

## Comunicacions
Pel que fa a les comunicacions el poble està travessat per la carretera C-242 de doble sentit, que uneix Lleida amb Tarragona, situades a 44 i 71 km respectivament.

## Demografia
| 1497 f | 1515 f | 1553 f | 1717 | 1787 | 1857 | 1877 | 1887 | 1900 | 1910 |
| ------ | ------ | ------ | ---- | ---- | ---- | ---- | ---- | ---- | ---- |
| 8      | 8      | 11     | -    | 222  | 764  | 836  | 797  | 791  | 743  |

| 1920 | 1930 | 1940 | 1950 | 1960 | 1970 | 1981 | 1990 | 1992 | 1994 |
| ---- | ---- | ---- | ---- | ---- | ---- | ---- | ---- | ---- | ---- |
| 742  | 728  | 631  | 600  | 560  | 514  | 398  | 394  | 383  | 383  |

| 1996 | 1998 | 2000 | 2002 | 2004 | 2006 | 2008 | 2010 | 2012 | 2014 |
| ---- | ---- | ---- | ---- | ---- | ---- | ---- | ---- | ---- | ---- |
| 366  | 363  | 354  | 358  | 348  | 352  | 344  | 334  | 335  | 307  |

| 2016 | 2018 | 2020 | 2022 | 2024 | 2026 | 2028 | 2030 | 2032 | 2034 |
| ---- | ---- | ---- | ---- | ---- | ---- | ---- | ---- | ---- | ---- |
| 307  | 301  | 287  | 288  | 288  | -    | -    | -    | -    | -    |